# Ogosta
Ogosta (bulgariska: Огоста) är ett vattendrag i Bulgarien.   Det ligger i regionen Vratsa, i den nordvästra delen av landet, 120 km norr om huvudstaden Sofia.